# Kai Nyborg
Kai Nyborg (ur. 6 kwietnia 1922 w Sønderborg, zm. 22 kwietnia 2008) – duński polityk. Poseł do Parlamentu Europejskiego, należący do grupy politycznej Europejskich Postępowych Demokratów (1974–1984), od 1975 r. do 1984 r. pełnił funkcję wiceprzewodniczącego tejże frakcji.
Zasiadając w Parlamencie Europejskim, był:
- Przewodniczącym Komisji ds. Regulaminu i Petycji (1979–1984),
- Wiceprzewodniczącym Komisji ds. Polityki Regionalnej, Planowania Regionalnego i Transportu (1978–1979),
- Członkiem Komisji ds. Rozwoju i Współpracy (1978–1979),
- Członkiem Komisji ds. Gospodarczych i Walutowych (1978–1984)[2].